# Ben Voll
Ben Alexander Voll (* 9. Dezember 2000 in Bergisch Gladbach) ist ein deutscher Fußballspieler. 

## Karriere
Ben Voll begann seine Fußballkarriere in der Jugend des 1. FC Köln und bei der 1. Jugend-Fußball-Schule Köln, bevor er im Juli 2015 zur U17 vom FC Viktoria Köln wechselte. Im Sommer 2018 wechselte der Torhüter nach Aachen. In der Kaiserstadt spielte er ausschließlich für die U19-Mannschaft von Alemannia Aachen, saß jedoch ebenfalls gelegentlich bei der Regionalligamannschaft des ehemaligen Bundesligisten auf der Bank. Einsätze in Deutschlands vierthöchster Spielklasse blieben ihm jedoch verwehrt. 
Nach einem Jahr am Tivoli wagte der Torhüter den Sprung zu Hansa Rostock in die 3. Liga. Ab der Saison 2020/21 gehörte Voll regelmäßig zum Kader der Profis und agierte hinter Stammtorhüter Markus Kolke als Ersatztorwart im Team von Jens Härtel. Sein einziger Pflichtspieleinsatz für die 1. Herrenmannschaft der Ostseestädter fand Ende Oktober 2020 in der 3. Runde des Landespokals gegen den Penkuner SV statt. Da Hansa Rostock diesen Wettbewerb letztlich gewann, wurde somit auch Voll Landespokalsieger. Ansonsten sammelte der Torhüter Spielpraxis in der Oberliga-Mannschaft des – mittlerweile – Zweitligisten, für die er in insgesamt 16 Spielen auflief.
Im März 2021 zog sich der junge Torhüter einen Mittelfußbruch im Mannschaftstraining zu und fiel mehrere Monate verletzungsbedingt aus.
Voll, dessen Vertrag an der Ostseeküste zum 30. Juni 2022 auslief, kehrte zur Saison 2022/23 zu seinem Ausbildungsverein, Viktoria Köln, zurück. Dort gab er direkt am ersten Spieltag sein Profi-Debüt gegen den SV Waldhof Mannheim. Bei dem DFB-Pokal-Spiel in der ersten Runde gegen den deutlich überlegenen FC Bayern München am 31. August 2022 konnte Voll trotz eines Endstandes von 0:5 beachtliche 13 direkte Torschüsse abwehren.
Zur Bundesliga-Saison 2024/25 unterzeichnete Voll einen Vertrag beim FC St. Pauli.

## Erfolge
Alemannia Aachen
- Mittelrheinpokal-Sieger: 2019

Hansa Rostock
- Mecklenburg-Vorpommern-Pokal-Sieger: 2020

FC Viktoria Köln
- Mittelrheinpokal-Sieger: 2023